# Micraroa
Micraroa este un gen de molii din familia Lymantriinae.